# Гэльское возрождение
Гэльское возрождение (ирл. an Athbheochan Ghaelach, англ. Gaelic revival) — система мероприятий по возрождению в Ирландии ирландского языка и традиционной ирландской культуры, начатых в конце XIX века и продолжающихся по сей день.

## Исторические предпосылки
Длительное время ирландский язык (также часто называемый гэльским языком или гэликом) был одним из важнейших языков религии в раннем Средневековье, однако после завоевания страны норманнами он стал исчезать из обихода и порицаться как язык второго сорта. Постепенно гэльский был вытеснен французским, а вскоре и английским, как языком политики и властей.
Функции языка повседневного общения ирландский терял на протяжении XVIII—XIX веков в результате конфискации земель у ирландцев и переселения в Ирландию большого числа английских колонистов-протестантов, крупных волн эмиграции гэльскоговорящего населения в Америку и великого голода 1845—1849 годов, повлекшего смерть около миллиона ирландцев. Согласно переписи 1861 года, ирландским пользовались лишь 24 % жителей острова, да и те говорили на сильно отличавшихся друг от друга диалектах. Окончательным ударом по гэльскому языку стало решение британских властей  ввести всеобщее образование на английском.
Традиционное ирландское танцевальное искусство, поднятое на достаточно высокий уровень ирландскими мастерами танца в XVIII—XIX веках, на рубеже XX века также переживало определенный спад.

## Гэльская лига и её роль в Гэльском возрождении

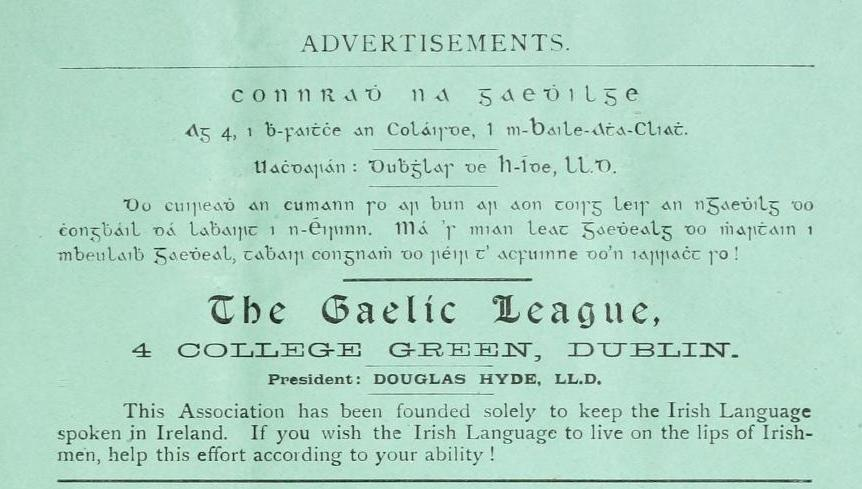
Реклама Гэльской лиги в Gaelic Journal в июне 1894. Английский текст гласит «This Association has been founded solely to keep the Irish Language spoken in Ireland. If you wish the Irish Language to live on the lips of Irishmen, help this effort according to your ability!»

Гэльская лига с момента её основания и по сей день является ведущей организацией в продвижении инициатив Гэльского возрождения. Она была создана в Дублине 31 июля 1893 года ирландскими патриотами-интеллигентами в качестве «организации по возрождению в Ирландии родной речи». Среди основателей Гэльской лиги можно выделить следующих деятелей ирландской культуры:
- Дуглас Хайд — будущий первый президент Ирландского Свободного Государства
- Оуэн Макнейл — историк
- Уильям Батлер Йейтс — будущий Нобелевский лауреат по литературе
- Джордж Огастас Мур — ирландский поэт, прозаик и драматург
- Изабелла Грегори — ирландская писательница, драматург и собирательница фольклора

Лига начала заниматься выпуском литературы и газет на ирландском языке, основала национальные школы и даже специальные танцевальные курсы. Ирландский язык начал преподаваться в средних и высших учебных заведениях. В среде патриотически настроенной интеллигенции стало модным говорить по-гэльски и называть детей традиционными ирландскими именами. Лига содействовала развитию национальной литературы, музыки, театра, открытию в 1908 г. в Дублине Национального ирландского университета.

## Основные направления возрождения

### Ирландский язык
Сохранение и возрождение ирландского языка всегда оставалось и остается основным направлением деятельности Гэльской лиги. Её активисты добивались обязательного использования ирландского языка в делопроизводстве, торговле, почтовой системе, церковной службе и т. д.
С 1897 года по инициативе Гэльской лиги стали регулярно проводится национальные культурные фестивали (Oireachtas). На них проходили состязания по чтению стихов, исполнению песен и драматических постановок на гэльском языке.
После получения в 1948 году независимости власти Ирландской Республики реализовали множество шагов для возрождения ирландского языка. Он получил статус государственного, а изучение его в школах стало обязательным. Свободное знание ирландского языка сейчас является неотъемлемым условием продвижения по службе в государственных учреждениях.
В 2003 году был принят закон, по которому все англоязычные вывески на западном побережье страны были заменены на ирландские. Кроме того, должны быть переведены на ирландский и не могут быть дублированы английскими названиями все топонимические обозначения в ряде районов страны. Гэльская лига продолжает бороться в этом направлении и настаивает на еще более массовом внедрении ирландского языка в повседневный обиход.

### Танцы
Для возрождения ирландской танцевальной культуры Гэльской лигой в начале XX века была создана Комиссия по ирландским танцам, которая занималась формализацией и описанием ирландских танцев. Также Комиссия занялась проведением регулярных соревнований по танцам, что в результате позволило создать многочисленную школу мастеров, способных исполнять достаточно сложную танцевальную технику. Эта техника стала весьма популярна по всему миру после постановки в 1994 году танцевального шоу Riverdance.
Однако необходимо отметить, что поддерживая одни ирландские танцы, Гэльская лига ущемляла в правах другие, которые не считала «достаточно ирландскими».

### Спорт
Развитием традиционных ирландских видов спорта с 1884 года в Ирландии занимается Гэльская атлетическая ассоциация.

## Современная ситуация
Хотя число людей, понимающих ирландский язык, неуклонно растёт среди них постоянно снижается доля носителей гэльского, применяющих его в повседневной практике. Большинство жителей Ирландии в ежедневном общении предпочитают использовать английский. Постоянно применяют ирландский в основном лишь жители так называемых гэлтахтов — сельских районов, которые определены в законодательном порядке как районы, сохраняющие гэльский язык и культуру. Но даже там лишь треть населения употребляет язык в ежедневном общении. Кроме того, эти территории представляют собой отдаленные сельские местности, для которых с одной стороны характерен высокий уровень оттока молодежи, а с другой природная красота, свойственная для гэлтахтов, притягивает туда множество не владеющих ирландским языком туристов и иммигрантов, что также негативно сказывается на положении гэльского.
Правительство Ирландии продолжает предпринимать меры по замене английского языка гэльским, и рано или поздно они все же должны дать свои плоды. Гэльская лига продолжает бороться за повышение качества преподавания ирландского языка в школах. Не менее важным шагом в деле возрождения гэльского стало признание его в 2007 году одним из рабочих языков Европейского союза.

## Критика
Значительное количество ирландских деятелей культуры выражают сомнения в целесообразности насильственного насаждения гэльского языка и культуры в Ирландии. Одной из наиболее известных насмешек над ирландскими патриотами-интеллигентами стала публикация Флэнном О’Брайеном романа «Поющие Лазаря, или На редкость бедные люди. Скверный рассказ о дурных временах».
С другой стороны, активисты гэльского возрождения подвергаются критике со стороны леволиберальных кругов за то, что, борясь за возрождение национальной культуры, они игнорируют современные проблемы ирландцев. Причем эта критика началась почти одновременно с созданием Гэльской лиги.